# Safdarjung
La zone de Safdarjung comprend principalement deux localités du sud de Delhi, à savoir Safdarjung Enclave et Safdarjung Development Area (SDA). Il existe plusieurs districts (appelés colonies) à Delhi situés au sud du mausolée de Safdar Jung, le deuxième Nawab of Awadh (en), et un administrateur important dans les cours impériales mogholes à Delhi, sous Muhammad Shah au XVIIIe siècle.

## Enseignement
- Sahoday Senior Secondary School (en)

## Transport
- Safdarjung railway station (en)

## Galerie

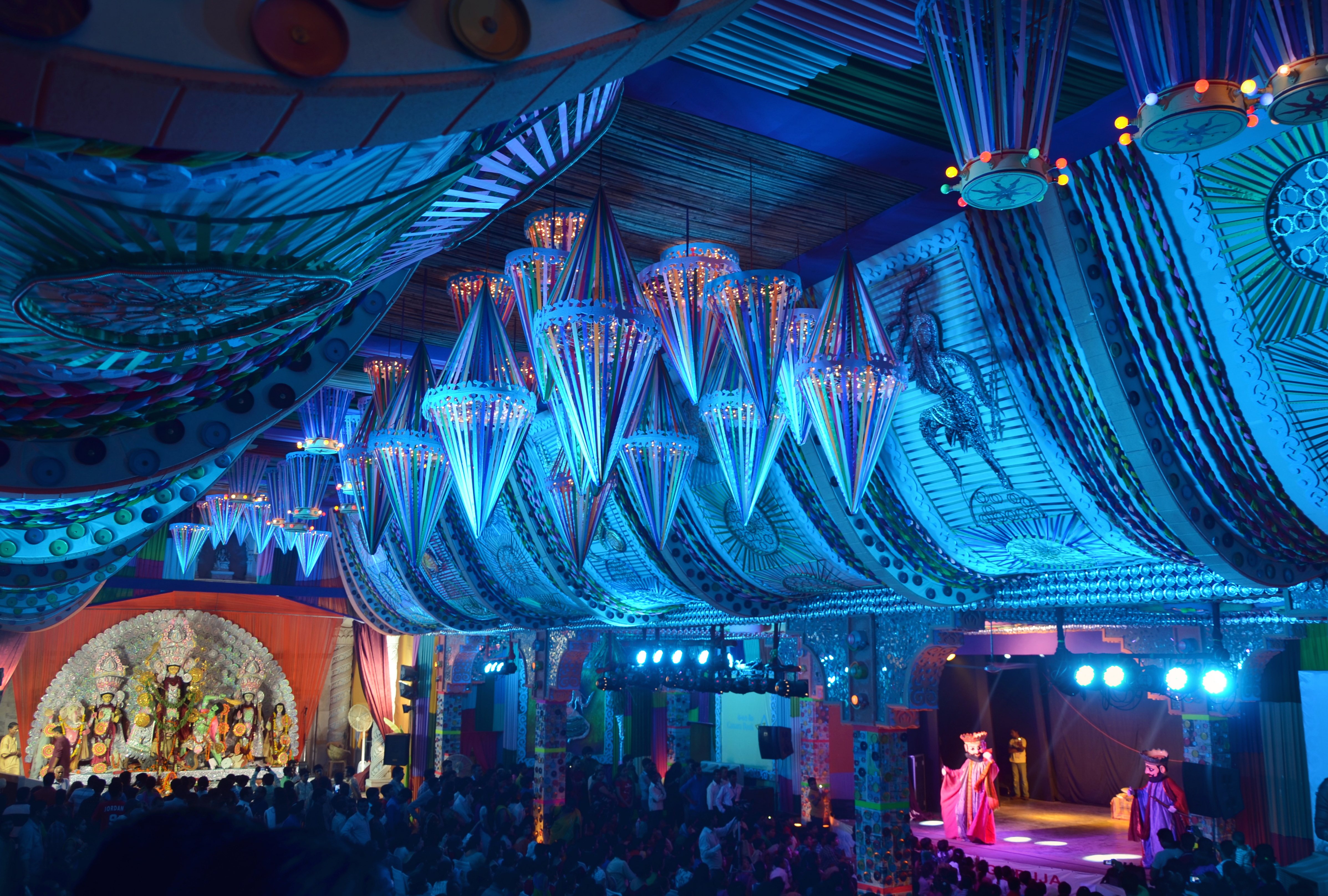
Célabrations du Durgā pūjā dans un pandal, Safdarjung Enclave, 2014